# Charles Delestraint
Charles Delestraint (Biache-Saint-Vaast, 12 marzo 1879 – Dachau, 19 aprile 1945) è stato un generale e partigiano francese.
Militare di carriera, prese parte alla prima guerra mondiale distinguendosi durante la battaglia delle Frontiere nel corso della quale fu fatto prigioniero dai tedeschi. Rientrato in Francia al termine del conflitto, entrò a far parte dell'Armée du Rhin, per transitare nella specialità carristi, dove fu studioso e innovatore del loro impiego nell'ambito dell'esercito francese. Dopo lo scoppio della seconda guerra mondiale prese parte alla battaglia di Francia, e nel 1942 aderì al movimento di Resistenza, assumendo poi l'incarico di guida militare dell'Armée secrète gollista.

## Biografia

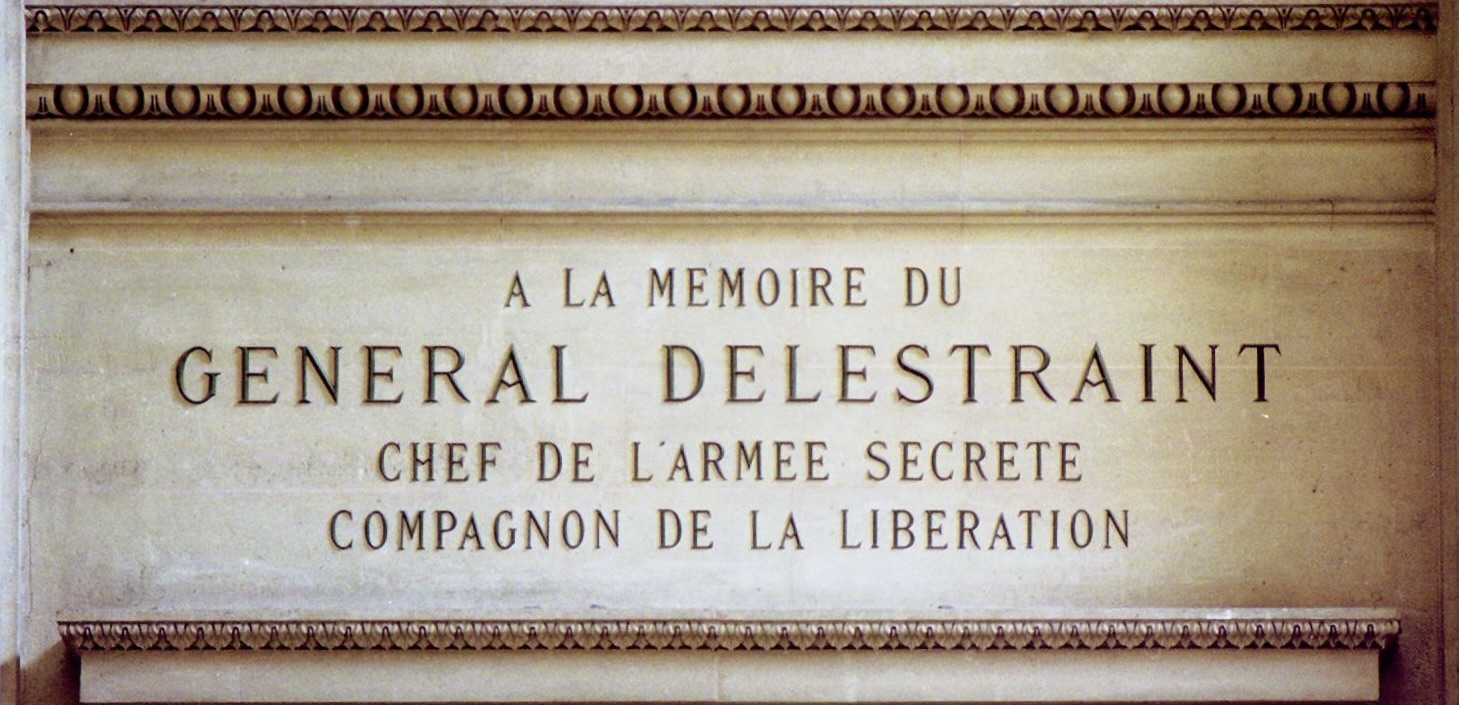
Inscrizione con il nome del generale Delestraint sul muro del Panthéon di Parigi

Nacque a Biache-Saint-Vaast il 12 marzo 1879, figlio di un contabile delle fonderie cittadine, e dopo aver completato le scuole superiori presso l'istituto dei Padri Maristi a Lilla entrò nella École spéciale militaire de Saint-Cyr (Promotion de Bourbaki) nel 1897. Uscitone nel 1899 con il grado di sottotenente fu assegnato ai 16º Battaglione Cacciatori a piedi di Lilla, venendo promosso tenente nel 1902 ed assegnato allo Stato maggiore del I Corpo d'armata. Promosso capitano nel 1913 venne ammesso a frequentare la Scuola superiore di guerra nel corso del mese di marzo del 1914. Poco prima dello scoppio della prima guerra mondiale fu assegnato, come comandante, alla 9ª Compagnia del 58º Battaglione cacciatori a piedi.
Il 3 agosto il suo reparto fu inviato nelle Ardenne, prendendo parte ai primi combattimenti contro i tedeschi. A Haybes eseguì una missione di ricognizione che consentì di scoprire elementi nemici che cercavano di infiltrarsi al di là del fiume Meuse, nelle linee francesi tra la V Armée del generale Charles Lanrezac e la IV Armée del generale Fernand de Langle de Cary. Tale tentativo fu respinto, ma egli fu poi fatto prigioniero durante l'attacco a Chesnois-Auboncourt il 30 agosto, e rinchiuso nel campo di Ingolstadt, in Baviera, a partire dal 24 settembre. Trasferito poi a Plassemburg, fu liberato dalla prigionia solo il 3 dicembre 1918.

### Il dopoguerra e la Campagna di Francia
La sua carriera militare riprese subito, promosso maggiore nell'aprile 1919 frequentò il corso presso la Scuola di guerra ottenendo il brevetto di ufficiale di Stato maggiore. Assegnato all'Armée du Rhin nel 1923, andò a prestare servizio presso il 517º Reggimento carri da combattimento di stanza a Düren nel corso del 1925, e divenne vicecomandante della Scuola di applicazione dei carristi di Versailles nel 1927.
Raggiunse il grado di colonnello nel corso del 1936, assumendo il comando della 3ª Brigata carri di stanza presso la Caserma Lizé di Metz dove ebbe modo di conoscere l'allora colonnello Charles de Gaulle venuto ad assumere il comando del 507º Reggimento carri da combattimento.
Entrambi allievi del generale Jean Baptiste Eugène Estienne, condividevano con lui la stessa visione innovativa dell'impiego dei mezzi blindati. Il 23 dicembre 1936 fu promosso al grado di generale di brigata.

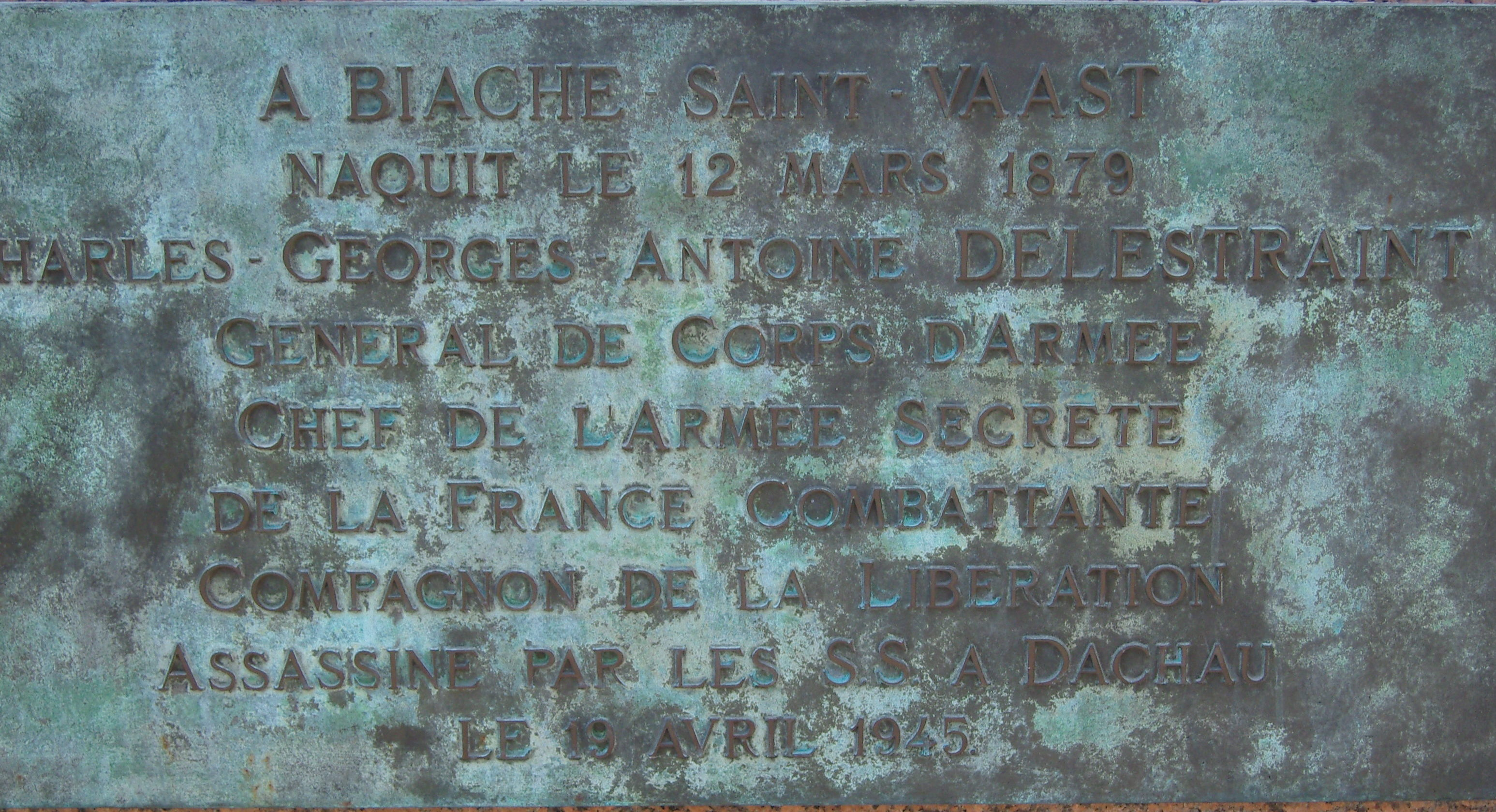
Targa in omaggio a Charles Delestraint a Biache-Saint-Vaast, sua città natale.

Inserito fra i riservisti nel mese di marzo del 1939, per raggiunti limiti d'età, fu richiamato in servizio il 1º settembre, al momento della mobilitazione generale. Dopo lo scoppio della guerra con la Germania comandò i carri armati della VII Armée e a partire dal 2 giugno 1940, il Raggruppamento corazzato, col quale coprì la ritirata di due armate francesi sferrando, in piena campagna di Francia, un contrattacco ad Abbeville. Combatté ancora a Valençay, e dopo la firma dell'armistizio del 22 giugno fu smobilitato salutando i suoi sottoposti a Tarn-et-Garonne per ritirarsi a vita privata a Bourg-en-Bresse, ma già nel successivo mese di luglio avviò i primi contatti con i membri della resistenza.
Su richiesta di Henri Frenay, decise di organizzare un gruppo clandestino di resistenza a Lione: da qui, nel mese di agosto del 1942, si spostò clandestinamente a Londra con Jean Moulin per consultarsi con De Gaulle. Il leader delle Forces françaises combattantes, su proposta di Moulin e dopo essersi consultato con Frenay, lo scelse per organizzare e guidare l'Armée secrète, che doveva convogliare tutti i movimenti della Resistenza nel sud della Francia, formando il Conseil Nationale de la Résistance (CNR). Scelto lo pseudonimo "Vidal", lavorò con Moulin per estendere l'organizzazione al nord del Paese.

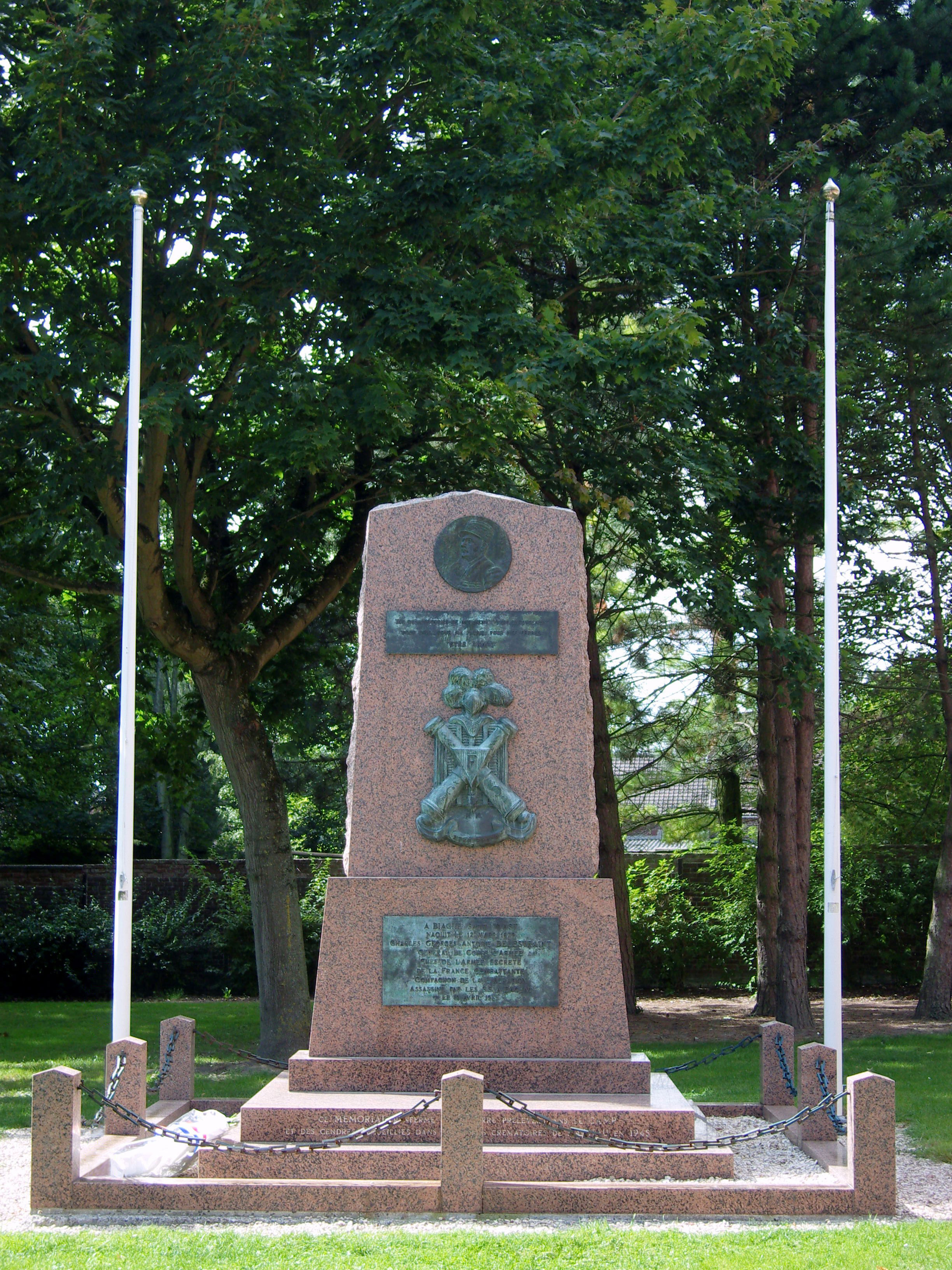
Statua commemorativa di Charles Delestraint a Biache-Saint-Vaast.

Ritornato in Francia a bordo di un aereo da ricognizione Westland Lysander il 24 marzo 1943, fu arrestato da un agente dell'Abwehr presso la stazione della metropolitana di Rue de la Pompee a Parigi il 9 giugno dello stesso anno, dodici giorni prima dell'arresto di Jean Moulin a Caluire-et-Cuire, mentre andava ad incontrare René Hardy, responsabile di un gruppo di resistenti. Dopo una serie di terribili interrogatori condotti da Klaus Barbie, durati oltre cinquanta ore, fu messo in carcere a Fresnes nel mese di luglio e poi deportato secondo il decreto Nacht und Nebel ("notte e nebbia") al campo di concentramento di Natzweiler-Struthof in Alsazia il 10 marzo 1944.
Successivamente trasferito al campo di concentramento di Dachau nel mese di settembre dello stesso anno, divenne il leader dei prigionieri francesi nel lager.
Il 19 aprile 1945, dieci giorni prima dell'arrivo degli Alleati, gli fu consegnata la targa Ausgang durch Tod ("uscita mediante morte") e fu ucciso con un colpo alla nuca dalla SS-Oberscharführer Theodor Bongartz. Anche se non si conoscono con certezza i motivi dell'esecuzione immediata, si sospetta che sia stata provocata dal rango del prigioniero, che durante tutta la permanenza a Dachau si fece chiamare "Generale dell'esercito francese". Il suo corpo fu incenerito nel forno crematorio del lager.
Il generale Delestraint fu insignito dell'onorificenza di Commendatore della Legion d'onore, della Croce di guerra 1914-1918, della Croce di guerra 1939-1945 e della Croce di guerra belga. Fu nominato Compagnon de la Libération a titolo postumo. Il suo nome in lettere di bronzo figura fra gli eroi nazionali al Pantheon di Parigi. Il 175º Corso tenutosi presso l'École Spéciale Militaire de Saint-Cyr (1988-1991) e stato battezzato Promotion general Delestraint.

## Onorificenze

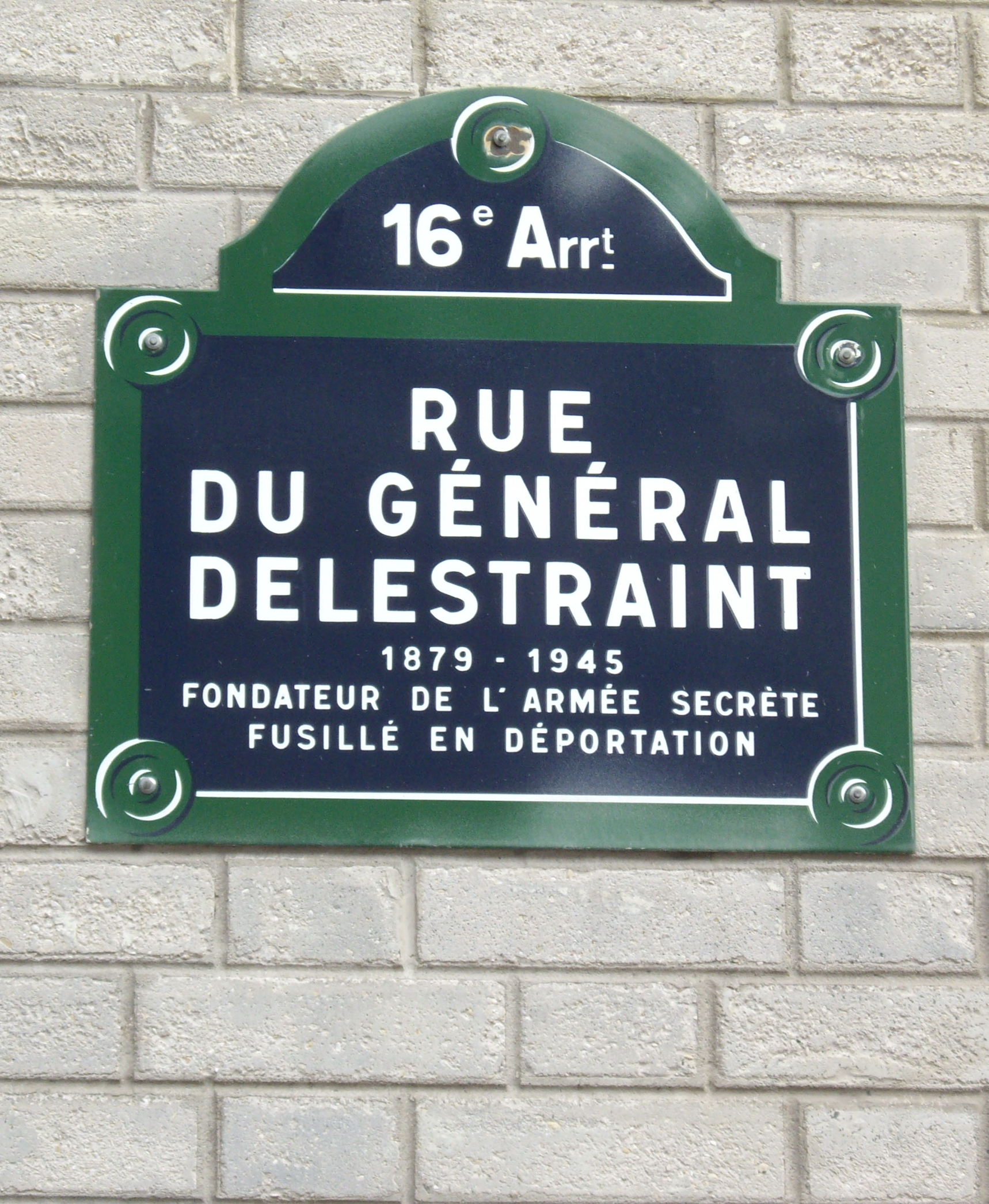
Targa ricordo posta in rue du Général-Delestraint, a Parigi

### Annotazioni
1. ↑  Si trattava dell'armata francese assegnata all'occupazione di parte dei territori tedeschi sul Reno.
2. ↑  Che consisteva in due divisioni corazzate, la 2ª e la 4ª DCR.
3. ↑  Si trattava di Combat (Henry Frenay), Libération-Sud (Emanuel d'Astier), Franc-Tireur (Jean-Pierre Lévy), Front National (Pierre Villon), Comité d'Action Socialiste (Daniel Mayer e Pierre Brossolette), Frances-Tireurs Partisans (Charles Tillon e Pierre Fabien).
4. ↑  Le fonti sono contrastanti su questa vicenda: secondo alcuni partigiani Hardy avrebbe tradito Delestraint e poi Moulin, facendo simulare il proprio arresto per non essere scoperto. Per questo motivo fu processato per collaborazione coi nazisti, ottenendo un'assoluzione. Poco prima della morte di Hardy, Klaus Barbie confermò le accuse a suo carico.

### Fonti
1. ↑  François-Yves Guillin, Le Général Delestraint, Premier chef de l'Armée secrète, Libraire Plon, Paris, 1995.
2. 1 2 3 4 5 6 7 8  Robert Arnaut, Philippe Valode, Les Dossiers secrets de la Seconde guerre mondiale, Éditions First, Paris, 2010.
3. 1 2  Ministère de la défense - SGA/DMPA - Les chemins de la mémoire n°237 p.13
4. ↑   Charles Delestraint sur ordredelaliberation.fr, su ordredelaliberation.fr. URL consultato il 26 agosto 2006 (archiviato dall'url originale il 22 maggio 2009).
5. ↑  Fenby 2013, p. 208.
6. 1 2  Fenby 2013, p. 209.
7. 1 2 3  Mandaville 2009, p. 100.
8. 1 2  A propos du général Delestraint, Le Monde du 23 janvier 1993.
9. ↑  Mandaville 2009, p. 134.